# Deus nobis haec otia fecit

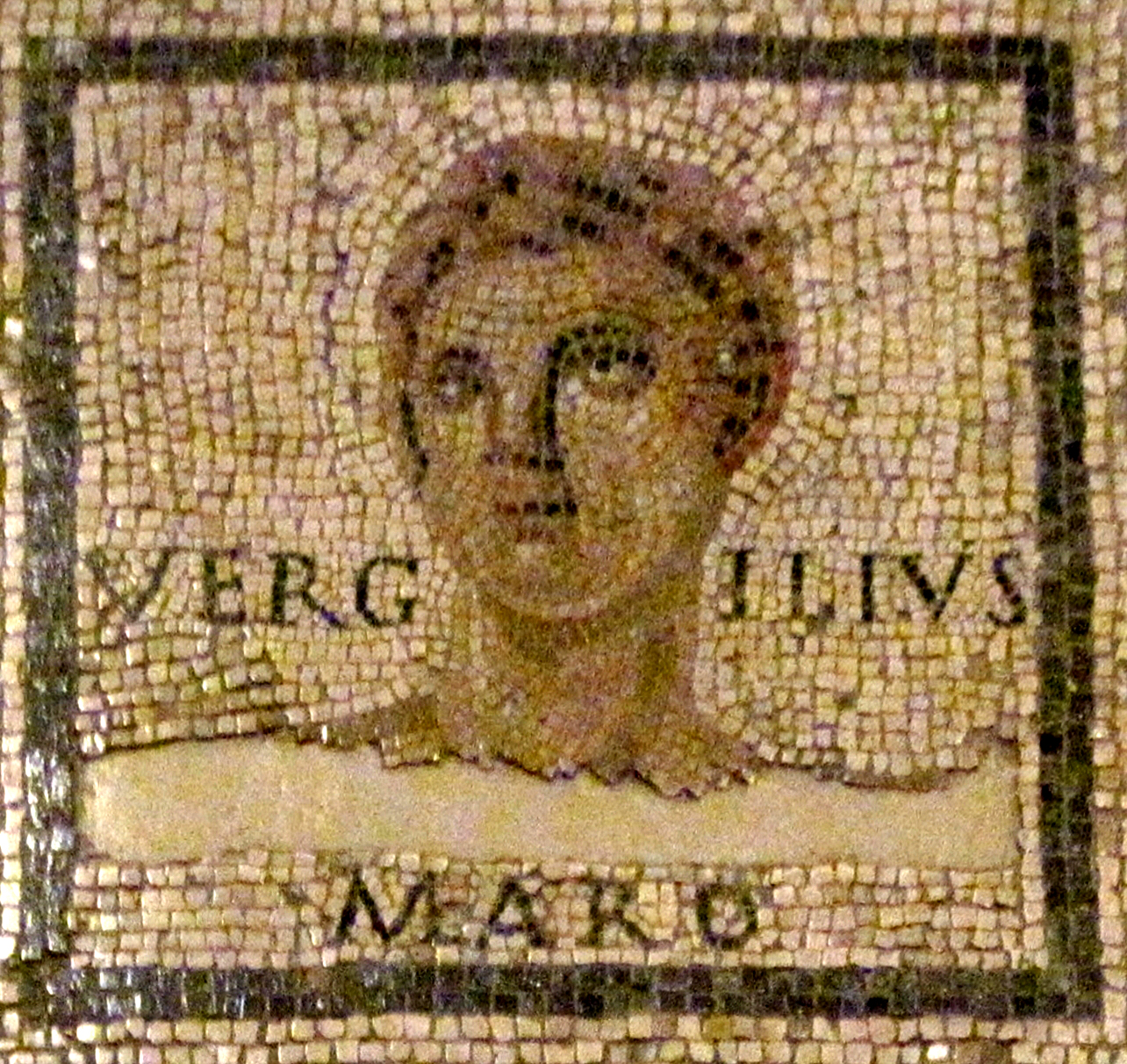
Rappresentazione di Virgilio (Monnus-Mosaic, Rheinisches Landesmuseum Treviri)

La locuzione latina Deus nobis haec otia fecit, tradotta letteralmente, significa un dio ci ha donato questi ozi. (Virgilio, Egloghe, I, 6).
È un elogio della vita campestre, ritirata, tranquilla. Oggi, talvolta, questa frase si legge sui portoni d'ingresso di qualche casa di campagna usata per trascorrervi le ferie.
È anche il motto sullo stemma civico della città di Liverpool.